# Dekanat Żychlin
Dekanat Żychlin – jeden z 21 dekanatów diecezji łowickiej.
W skład dekanatu wchodzą następujące parafie:
- Parafia św. Floriana w Bedlnie
- Parafia św. Stanisława Biskupa w Luszynie
- Parafia św. Marcina w Oporowie
- Parafia Zwiastowania Najświętszej Maryi Panny i św. Barbary w Pleckiej Dąbrowie
- Parafia Wniebowzięcia Najświętszej Maryi Panny w Suserzu
- Parafia św. Aleksandra w Śleszynie
- Parafia św. Stanisława Kostki w Trębkach
- Parafia św. Apostołów Piotra i Pawła w Żychlinie

Dziekan dekanatu Żychlin
- ks. kan. Wiesław Frelek – proboszcz w parafii św. Apostołów Piotra i Pawła w Żychlinie

Wicedziekan
- ks. Robert Awerjanow – proboszcz w parafii św. Floriana w Bedlnie

Ojciec duchowny
- o. Marian Pytel OSPPE – proboszcz w parafii św. Marcina w Oporowie